# Joutsijärvi och Ala-Kappale
Joutsijärvi och Ala-Kappale är en sjö i Finland. Den ligger i kommunen Kemijärvi i landskapet Lappland, i den norra delen av landet, 700 km norr om huvudstaden Helsingfors. Joutsijärvi och Ala-Kappale ligger 156 meter över havet. Den är 7,8 meter djup. Arean är 3,47 kvadratkilometer och strandlinjen är 20,61 kilometer lång. Sjön  ingår i Kemi älvs huvudavrinningsområde.   
I övrigt finns följande i Joutsijärvi och Ala-Kappale:
- Pakkulasaaret (en ö)

I övrigt finns följande vid Joutsijärvi och Ala-Kappale:
- Könkäänlampi (en sjö)